# Oldfeltia
Oldfeltia là một chi thực vật có hoa trong họ Cúc (Asteraceae).

## Loài
Chi Oldfeltia gồm các loài: